# 주악
주악은 웃기떡의 일종이다. 개성에서 많이 해먹어 개성주악이라고도 불리며, 각서(角黍), 조각(糙角) 등으로도 부른다. 부꾸미, 화전과 함께 지진 떡의 일종이다.

찹쌀가루에 대추를 이겨 섞고 꿀에 반죽하여 깨소나 팥소를 넣어 송편처럼 빚은 다음 기름에 지져 만든다. 참고로 위의 사진은 주악이 아닌 우메기이다.

## 같이 보기
- 부꾸미
- 화전